# Bulbasaure
|  | Per a altres significats, vegeu «Bulbasaurus». |

El bulbasaure (Bulbasaurus phylloxyron) és una espècie extinta de sinàpsid de la família dels gèikids que visqué a l'Àfrica meridional durant el Permià superior, fa entre 254,2 i 259,9 milions d'anys. Se n'han trobat restes fòssils a la província sud-africana del Cap Occidental. Es tracta de l'única espècie del gènere Bulbasaurus. Era un dicinodont de mida mitjana que presentava nombrosos caràcters típics d'Aulacephalodon, un parent seu més gros. Oficialment, el nom genèric Bulbasaurus es refereix al fet que tenia la protuberància nasal bulbosa, però un dels seus autors insinuà que la semblança amb el nom del Pokémon Bulbasaur no era del tot casual. Per altra banda, el nom específic phylloxyron es tradueix per ‘raor de fulla’ i oficialment es refereix a l'extrem ceratinós de la mandíbula, que li hauria servit per tallar les plantes de les quals es nodria, però també evoca Razor Leaf (‘Fulla Afilada’), un dels atacs més distintius de Bulbasaur.